# Musices liber primus

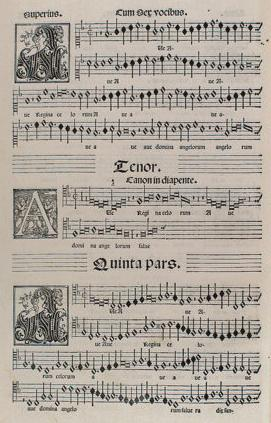
Folio del Musices liber primus

El Musices liber primus hymnos, magníficas, salves, motecta, psalmos aliaque diversa cantica complectens, también conocido simplemente como Musices liber primus es un libro de polifonía religiosa publicado en 1565 por el compositor y violista español Diego Ortiz.

## El libro
Fue impreso en Venecia, en el año 1565, en la imprenta de Antonio Gardano. Contiene 69 composiciones de 4 a 7 voces, basadas en obras de canto llano. Entre ellas, encontramos:
- 35 himnos
- 8 magníficats, uno para cada tono gregoriano
- 13 motetes
- el cántico de Zacarías
- Benedictus Dominus Deus Israel
- antífonas marianas

Algunos de los motetes también se encuentran en manuscritos de la Biblioteca Vaticana y varios himnos y salmos de completas en la Biblioteca Nacional de Viena.

## Discografía
- 2006 - Diego Ortiz: Ad Vesperas. Marco Mencoboni. Cantar Lontano. Alpha 108 - 3760014191084
- E lucevan le stelle Records http://www.elucevanlestelle.com/ad-vesperas/ Archivado el 10 de marzo de 2014 en Wayback Machine.